# サアディア・ベン・ヨセフ
サアディア・ベン・ヨセフまたはサディア・ベン・ヨゼフ(Saadia Ben Joseph、882年-942年) は、バビロニアのユダヤ教神学者、哲学者、文学者、ヘブライ語文法学者である。

## 人物
エジプト・ファイユーム出身。正統派ラビ・ユダヤ教の立場から厳格主義・聖書主義のカライ派を批判し、またイスラーム哲学の方法を用いてユダヤ教を哲学的に基礎づけようとした。タルムードを学ぶ学塾イェシーバーの長ゲオーニーム（単数形はガーオーン）を務めたことから、サアドヤー・ガーオーン、サアディア・ガオン（Saadia Gaon）とよばれることもある。